# 第55回ゴールデングローブ賞
55th Golden Globe Awards

1998年1月18日
映画賞（ドラマ部門）:

タイタニック
映画賞（ミュージカル・コメディ部門）:

恋愛小説家
テレビシリーズ賞（ドラマ部門）: 

Xファイル
テレビシリーズ賞（ミュージカル・コメディ部門）: 

アリー my Love
第55回ゴールデングローブ賞（だい55かいゴールデングローブしょう）は、1997年の映画とテレビ番組を対象としており、1998年1月18日に発表された。

## 受賞とノミネート一覧

### 映画

#### 主演男優賞（ドラマ部門）
- ピーター・フォンダ - 『木洩れ日の中で』
  - マット・デイモン - 『グッド・ウィル・ハンティング/旅立ち』
  - ダニエル・デイ＝ルイス - 『ボクサー』
  - レオナルド・ディカプリオ - 『タイタニック』
  - ジャイモン・フンスー - 『アミスタッド』

#### 主演男優賞（ミュージカル・コメディ部門）
- ジャック・ニコルソン - 『恋愛小説家』
  - ジム・キャリー - 『ライアー ライアー』
  - ダスティン・ホフマン - 『ウワサの真相/ワグ・ザ・ドッグ』
  - サミュエル・L・ジャクソン - 『ジャッキー・ブラウン』
  - ケヴィン・クライン - 『イン&アウト』

#### 主演女優賞（ドラマ部門）
- ジュディ・デンチ - 『Queen Victoria 至上の恋』
  - ヘレナ・ボナム＝カーター - 『鳩の翼』
  - ジョディ・フォスター - 『コンタクト』
  - ジェシカ・ラング - 『シークレット/嵐の夜に』
  - ケイト・ウィンスレット - 『タイタニック』

#### 主演女優賞（ミュージカル・コメディ部門）
- ヘレン・ハント - 『恋愛小説家』
  - ジョーイ・ローレン・アダムス - 『チェイシング・エイミー』
  - パム・グリア - 『ジャッキー・ブラウン』
  - ジェニファー・ロペス - 『セレナ』
  - ジュリア・ロバーツ - 『ベスト・フレンズ・ウェディング』

#### 監督賞
- ジェームズ・キャメロン - 『タイタニック』
  - ジェームズ・L・ブルックス - 『恋愛小説家』
  - カーティス・ハンソン - 『L.A.コンフィデンシャル』
  - ジム・シェリダン - 『ボクサー』
  - スティーヴン・スピルバーグ - 『アミスタッド』

#### 作品賞（ドラマ部門）
- 『タイタニック』
  - 『アミスタッド』
  - 『ボクサー』
  - 『グッド・ウィル・ハンティング/旅立ち』
  - 『L.A.コンフィデンシャル』

#### 作品賞（ミュージカル・コメディ部門）
- 『恋愛小説家』
  - 『フル・モンティ』
  - 『メン・イン・ブラック』
  - 『ベスト・フレンズ・ウェディング』
  - 『ウワサの真相/ワグ・ザ・ドッグ』

#### 外国語映画賞
- 『ぼくのバラ色の人生』 •  ベルギー
  - 『アルテミシア』 •  フランス
  - 恋は結婚式の後で… •  イタリア
  - Lea •  ドイツ
  - 『パパってなに?』 •  ロシア

#### 作曲賞
- 『タイタニック』 - ジェームズ・ホーナー
  - 『ガタカ』 - マイケル・ナイマン
  - 『クンドゥン』 - フィリップ・グラス
  - 『L.A.コンフィデンシャル』 - ジェリー・ゴールドスミス
  - 『セブン・イヤーズ・イン・チベット』 - ジョン・ウィリアムズ

#### 歌曲賞
- 「マイ・ハート・ウィル・ゴー・オン」 - 歌: セリーヌ・ディオン - 『タイタニック』
  - "Journey to the Past" - 歌: アリーヤ - 『アナスタシア』
  - "Once Upon a December" - 歌: ディアナ・カーター - 『アナスタシア』
  - "Go the Distance" - 歌: ロジャー・バート - 『ヘラクレス』
  - 「トゥモロー・ネヴァー・ダイ」 - 歌: シェリル・クロウ - 『007 トゥモロー・ネバー・ダイ』

#### 脚本賞
- 『グッド・ウィル・ハンティング/旅立ち』 - ベン・アフレック、マット・デイモン
  - 『恋愛小説家』 - マーク・アンドラス、ジェームズ・L・ブルックス
  - 『L.A.コンフィデンシャル』 - カーティス・ハンソン、ブライアン・ヘルゲランド
  - 『タイタニック』 - ジェームズ・キャメロン
  - 『ウワサの真相/ワグ・ザ・ドッグ』 - ヒラリー・ヘンキン、デヴィッド・マメット

#### 助演男優賞
- バート・レイノルズ - 『ブギーナイツ』
  - ルパート・エヴェレット - 『ベスト・フレンズ・ウェディング』
  - アンソニー・ホプキンス - 『アミスタッド』
  - グレッグ・キニア - 『恋愛小説家』
  - ジョン・ヴォイト - 『レインメーカー』
  - ロビン・ウィリアムズ - 『グッド・ウィル・ハンティング/旅立ち』

#### 助演女優賞
- キム・ベイシンガー - 『L.A.コンフィデンシャル』
  - ジョーン・キューザック - 『イン&アウト』
  - ジュリアン・ムーア - 『ブギーナイツ』
  - グロリア・スチュアート - 『タイタニック』
  - シガニー・ウィーバー - 『アイス・ストーム』

### テレビ

#### 主演男優賞（ドラマ部門）
- アンソニー・エドワーズ - 『ER緊急救命室』   
  - ケヴィン・アンダーソン - Nothing Sacred
  - ジョージ・クルーニー - 『ER緊急救命室』
  - デイヴィッド・ドゥカヴニー - 『Xファイル』
  - ランス・ヘンリクセン - 『ミレニアム』

#### 主演男優賞（ミュージカル・コメディ部門）
- マイケル・J・フォックス - 『スピン・シティ』 
  - ケルシー・グラマー - 『そりゃないぜ!? フレイジャー』
  - ジョン・リスゴー - 3rd Rock from the Sun
  - ポール・ライザー - 『あなたにムチュー』
  - ジェリー・サインフェルド - 『となりのサインフェルド』

#### 主演男優賞（ミニシリーズ・テレビ映画部門）
- ヴィング・レイムス - 『リングサイドの帝王/ドン・キング・ストーリー』
  - アーマンド・アサンテ - 『オデッセイ』
  - ジャック・レモン - 『12人の怒れる男/評決の行方』
  - マシュー・モディーン - What the Deaf Man Heard
  - ゲイリー・シニーズ - 『ジョージ・ウォレス/アラバマの反逆者』

#### 主演女優賞（ドラマ部門）
- クリスティーン・ラーティ - 『シカゴ・ホープ』
  - ジリアン・アンダーソン - 『Xファイル』
  - キム・デラニー - 『NYPDブルー』
  - ローマ・ダウニー - Touched by an Angel
  - ジュリアナ・マルグリーズ - 『ER緊急救命室』

#### 主演女優賞（ミュージカル・コメディ部門）
- キャリスタ・フロックハート - 『アリー my Love』
  - カースティ・アレイ - 『ヴェロニカ's クローゼット』
  - エレン・デジェネレス - Ellen
  - ジェナ・エルフマン - 『ダーマ&グレッグ』
  - ヘレン・ハント - 『あなたにムチュー』
  - ブルック・シールズ - 『ブルック・シールズのハロー!スーザン』

#### 主演女優賞（ミニシリーズ・テレビ映画部門）
- アルフレ・ウッダード - 『ミス・エバーズ・ボーイズ〜黒人看護婦の苦悩』  
  - エレン・バーキン - 『翼があるなら』
  - ジェナ・マローン - 『HOPE/愛が生まれる町』
  - ヴァネッサ・レッドグレイヴ - 『ベラ・マフィア/ファミリーの女たち』
  - メリル・ストリープ - 『誤診』

#### 作品賞（ドラマ部門）
- 『Xファイル』
  - 『シカゴ・ホープ』
  - 『ER緊急救命室』
  - 『ロー&オーダー』
  - 『NYPDブルー』

#### 作品賞（ミュージカル・コメディ部門）
- 『アリー my Love』
  - 3rd Rock from the Sun
  - 『そりゃないぜ!? フレイジャー』
  - 『フレンズ』
  - 『となりのサインフェルド』
  - 『スピン・シティ』

#### 作品賞（ミニシリーズ・テレビ映画部門）
- 『ジョージ・ウォレス/アラバマの反逆者』
  - 『12人の怒れる男/評決の行方』
  - 『リングサイドの帝王/ドン・キング・ストーリー』
  - 『ミス・エバーズ・ボーイズ〜黒人看護婦の苦悩』
  - 『オデッセイ』

#### 助演男優賞
- ジョージ・C・スコット - 『12人の怒れる男/評決の行方』
  - ジェイソン・アレクサンダー - 『となりのサインフェルド』
  - マイケル・ケイン - Mandela and the Klerk
  - デヴィッド・ハイド・ピアース - 『そりゃないぜ!? フレイジャー』
  - エリク・ラ・サル - 『ER緊急救命室』
  - ノア・ワイリー - 『ER緊急救命室』

#### 助演女優賞
- アンジェリーナ・ジョリー - 『ジョージ・ウォレス/アラバマの反逆者』
  - ジョエリー・フィッシャー - Ellen
  - デラ・リーズ - Touched by an Angel
  - グロリア・ルーベン - 『ER緊急救命室』
  - メア・ウィニンガム - 『ジョージ・ウォレス/アラバマの反逆者』

### セシル・B・デミル賞
- シャーリー・マクレーン

## 受賞数統計
受賞数/候補数

### 映画
4 / 8 『タイタニック』: 監督賞、作品賞（ドラマ部門）、作曲賞、主題歌賞
3 / 6 『恋愛小説家』: 主演男優賞（ミュージカル・コメディ部門）、主演女優賞（ミュージカル・コメディ部門）
1 / 1 『ぼくのバラ色の人生』: 外国語映画賞
1 / 1 『Queen Victoria 至上の恋』: 主演女優賞（ドラマ部門）
1 / 1 『木洩れ日の中で』: 主演男優賞（ドラマ部門）
1 / 2 『ブギーナイツ』: 助演男優賞
1 / 4 『グッド・ウィル・ハンティング/旅立ち』: 脚本賞
1 / 5 『L.A.コンフィデンシャル』: 助演女優賞